# عمر ابراهیم غلاونجی
عمر ابراهیم غلاونجی سیاستمدار اهل سوریه است که در ۶ اوت ۲۰۱۲ به نخست وزیری موقت انتخاب و جایگزین ریاض حجاب شد. او متولد سال ۱۹۵۴ در استان طرطوس و دارای مدرک مهندسی عمران از دانشگاه تشرین است.

## فعالیت‌ها
غلاونجی که وزیر امور ادارات داخلی سوریه بوده، فارغ‌التحصیل سال ۱۹۷۸ دانشگاه تشرین این کشور است و سابقه مدیریت بخش‌های مختلف مرکز اسکان نظامی در سال‌های ۱۹۷۸ تا ۲۰۰۰ را در کارنامه خود دارد.
وی همچنین نایب رئیس شورای شهر لاذقیه در سال‌های ۱۹۹۷ تا ۲۰۰۰ و مدیر کل سازمان کل مسکن و عضو کمیته مشورتی شورای وزرای مسکن عرب و عضو هیئت مدیره شرکت پیمانکاری الاتحاد العربی بوده‌است.
پس از برکناری ریاض فرید حجاب نخست‌وزیر سوریه، در سال ۲۰۱۲ از سوی بشار اسد، مهندس عمر غلاونجی مامور پیشبرد امور و نخست‌وزیر موقت این کشور شد.
چند روز بعد توسط بشار اسد، وائل نادر حلقی به عنوان نخست وزیر جانشین غلاونجی شد.